# Grand Prix Wielkiej Brytanii 2012

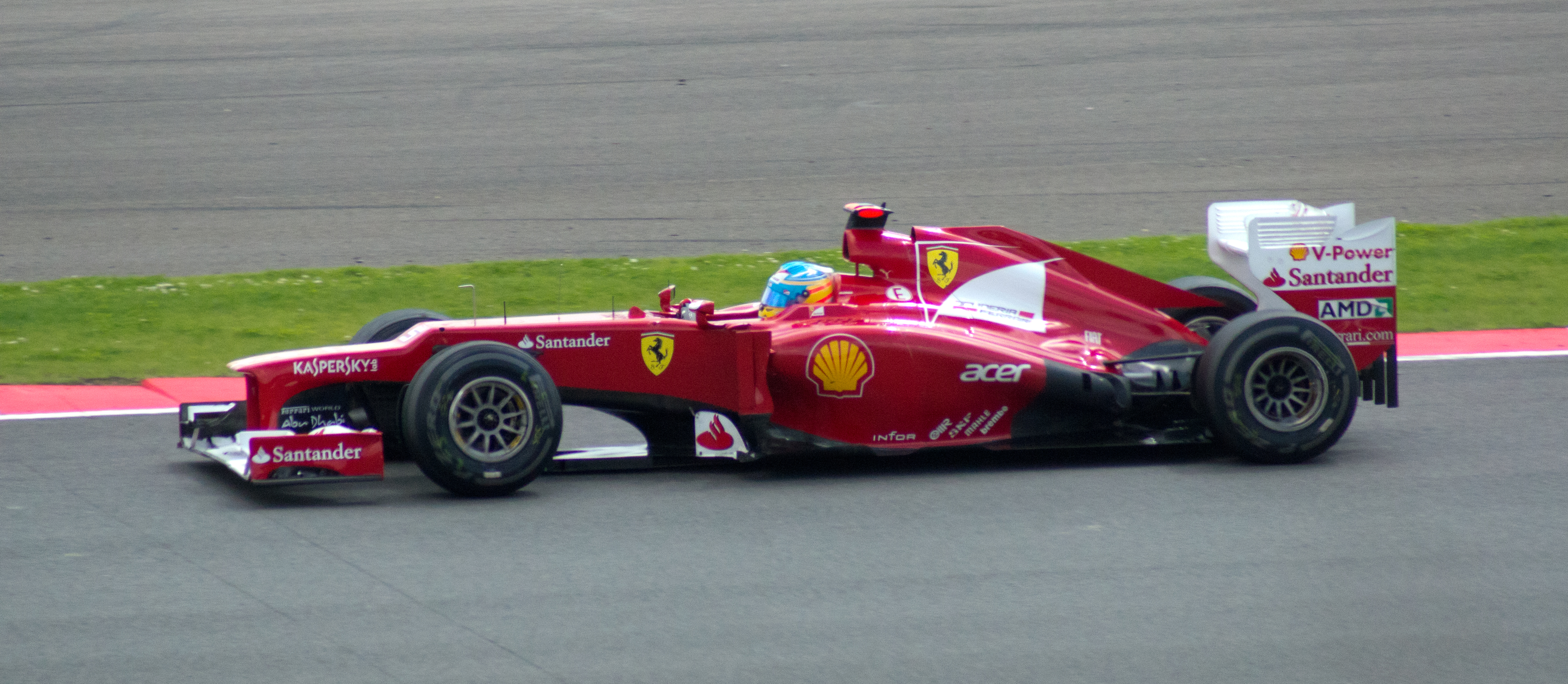
Fernando Alonso podczas Grand Prix Wielkiej Brytanii 2012

Grand Prix Wielkiej Brytanii 2012 (oficjalnie 2012 Formula 1 Santander British Grand Prix) – dziewiąta runda Mistrzostw Świata Formuły 1 w sezonie 2012.

## Kwalifikacje
W drugiej sesji kwalifikacyjnej wystąpiła ponad półtoragodzinna przerwa spowodowana ulewnymi opadami deszczu. Pole position zdobył Fernando Alonso.

## Lista startowa
Na niebieskim tle kierowcy biorący udział jedynie w piątkowych treningach
| Nr | Kierowca           | Zespół                        | Samochód          | Silnik               | Opony |
| -- | ------------------ | ----------------------------- | ----------------- | -------------------- | ----- |
| 1  | Sebastian Vettel   | Red Bull Racing               | Red Bull RB8      | Renault RS27-2012    | P     |
| 2  | Mark Webber        | Red Bull Racing               | Red Bull RB8      | Renault RS27-2012    | P     |
| 3  | Jenson Button      | Vodafone McLaren Mercedes     | McLaren MP4-27    | Mercedes-Benz FO108Y | P     |
| 4  | Lewis Hamilton     | Vodafone McLaren Mercedes     | McLaren MP4-27    | Mercedes-Benz FO108Y | P     |
| 5  | Fernando Alonso    | Scuderia Ferrari              | Ferrari F2012     | Ferrari 056          | P     |
| 6  | Felipe Massa       | Scuderia Ferrari              | Ferrari F2012     | Ferrari 056          | P     |
| 7  | Michael Schumacher | Mercedes AMG Petronas F1 Team | Mercedes F1 W03   | Mercedes-Benz FO108Y | P     |
| 8  | Nico Rosberg       | Mercedes AMG Petronas F1 Team | Mercedes F1 W03   | Mercedes-Benz FO108Y | P     |
| 9  | Kimi Räikkönen     | Lotus F1 Team                 | Lotus E20         | Renault RS27-2012    | P     |
| 10 | Romain Grosjean    | Lotus F1 Team                 | Lotus E20         | Renault RS27-2012    | P     |
| 11 | Paul di Resta      | Sahara Force India F1 Team    | Force India VJM05 | Mercedes-Benz FO108Y | P     |
| 12 | Nico Hülkenberg    | Sahara Force India F1 Team    | Force India VJM05 | Mercedes-Benz FO108Y | P     |
| 12 | Jules Bianchi      | Sahara Force India F1 Team    | Force India VJM05 | Mercedes-Benz FO108Y | P     |
| 14 | Kamui Kobayashi    | Sauber F1 Team                | Sauber C31        | Ferrari 056          | P     |
| 15 | Sergio Pérez       | Sauber F1 Team                | Sauber C31        | Ferrari 056          | P     |
| 16 | Daniel Ricciardo   | Scuderia Toro Rosso           | Toro Rosso STR7   | Ferrari 056          | P     |
| 17 | Jean-Éric Vergne   | Scuderia Toro Rosso           | Toro Rosso STR7   | Ferrari 056          | P     |
| 18 | Pastor Maldonado   | Williams F1                   | Williams FW34     | Renault RS27-2012    | P     |
| 19 | Bruno Senna        | Williams F1                   | Williams FW34     | Renault RS27-2012    | P     |
| 19 | Valtteri Bottas    | Williams F1                   | Williams FW34     | Renault RS27-2012    | P     |
| 20 | Heikki Kovalainen  | Caterham F1 Team              | Caterham CT01     | Renault RS27-2012    | P     |
| 21 | Witalij Pietrow    | Caterham F1 Team              | Caterham CT01     | Renault RS27-2012    | P     |
| 22 | Pedro de la Rosa   | HRT F1 Team                   | HRT F112          | Cosworth CA2012      | P     |
| 23 | Narain Karthikeyan | HRT F1 Team                   | HRT F112          | Cosworth CA2012      | P     |
| 23 | Dani Clos          | HRT F1 Team                   | HRT F112          | Cosworth CA2012      | P     |
| 24 | Timo Glock         | Marussia F1 Team              | Marussia MR-01    | Cosworth CA2012      | P     |
| 25 | Charles Pic        | Marussia F1 Team              | Marussia MR-01    | Cosworth CA2012      | P     |
| Nr | Kierowca           | Zespół                        | Samochód          | Silnik               | Opony |

## Wyniki

### Sesje treningowe
| Sesja | Nr | Kierowca        | Konstruktor      | Czas     | Okr. |
| ----- | -- | --------------- | ---------------- | -------- | ---- |
| 1     | 10 | Romain Grosjean | Lotus-Renault    | 1:56,552 | 13   |
| 2     | 4  | Lewis Hamilton  | McLaren-Mercedes | 1:56,345 | 7    |
| 3     | 5  | Fernando Alonso | Ferrari          | 1:32,167 | 21   |

### Kwalifikacje
Źródło: Wyprzedź Mnie!
| Poz. | Nr | Kierowca           | Konstruktor          | Q1       | Q2       | Q3       | Poz. s. |
| --- | --- | ------------------ | -------------------- | -------- | -------- | -------- | ------- |
| 1 | 5 | Fernando Alonso    | Ferrari              | 1:46,515 | 1:55,921 | 1:51,746 | 1       |
| 2 | 2 | Mark Webber        | Red Bull-Renault     | 1:47,276 | 1:55,898 | 1:51,793 | 2       |
| 3 | 7 | Michael Schumacher | Mercedes             | 1:46,571 | 1:55,799 | 1:52,020 | 3       |
| 4 | 1 | Sebastian Vettel   | Red Bull-Renault     | 1:46,127 | 1:56,931 | 1:52,199 | 4       |
| 5 | 6 | Felipe Massa       | Ferrari              | 1:47,401 | 1:56,388 | 1:53,065 | 5       |
| 6 | 9 | Kimi Räikkönen     | Lotus-Renault        | 1:47,309 | 1:56,469 | 1:53,290 | 6       |
| 7 | 18 | Pastor Maldonado   | Williams-Renault     | 1:46,449 | 1:56,802 | 1:38,475 | 7       |
| 8 | 4 | Lewis Hamilton     | McLaren-Mercedes     | 1:47,443 | 1:54,897 | 1:53,543 | 8       |
| 9 | 12 | Nico Hülkenberg    | Force India-Mercedes | 1:46,334 | 1:55,556 | 1:54,382 | 14      |
| 10 | 10 | Romain Grosjean    | Lotus-Renault        | 1:47,043 | 1:56,388 | –        | 9       |
| 11 | 11 | Paul di Resta      | Force India-Mercedes | 1:47,582 | 1:57,009 | –        | 10      |
| 12 | 14 | Kamui Kobayashi    | Sauber-Ferrari       | 1:46,649 | 1:57,071 | –        | 16      |
| 13 | 8 | Nico Rosberg       | Mercedes             | 1:47,724 | 1:57,108 | –        | 11      |
| 14 | 16 | Daniel Ricciardo   | Toro Rosso-Ferrari   | 1:47,266 | 1:57,132 | –        | 12      |
| 15 | 19 | Bruno Senna        | Williams-Renault     | 1:47,105 | 1:57,426 | –        | 14      |
| 16 | 17 | Jean-Éric Vergne   | Toro Rosso-Ferrari   | 1:47,705 | 1:57,719 | –        | 23      |
| 17 | 15 | Sergio Pérez       | Sauber-Ferrari       | 1:46,494 | 1:57,895 | –        | 15      |
| 18 | 3 | Jenson Button      | McLaren-Mercedes     | 1:48,044 | –        | –        | 17      |
| 19 | 21 | Witalij Pietrow    | Caterham-Renault     | 1:49,027 | –        | –        | 18      |
| 20 | 20 | Heikki Kovalainen  | Caterham-Renault     | 1:49,477 | –        | –        | 19      |
| 21 | 24 | Timo Glock         | Marussia-Cosworth    | 1:51,618 | –        | –        | 20      |
| 22 | 22 | Pedro de la Rosa   | HRT-Cosworth         | 1:52,742 | –        | –        | 21      |
| 23 | 23 | Narain Karthikeyan | HRT-Cosworth         | 1:53,040 | –        | –        | 22      |
| | 25 | Charles Pic        | Marussia-Cosworth    | 1:54,143 | –        | –        | 24      |
| Poz. | Nr | Kierowca           | Konstruktor          | Q1       | Q2       | Q3       | Poz. s. |
| \| Legenda \| Legenda \| \| ------------------------ \| ---------------------------------------------------------------------------------------------------------------------------------------------------------------------------------------------------------------------------------------------------------------- \| \| Poz. Nr Q1 Q2 Q3 Poz. s. \| Pozycja zajęta w sesji kwalifikacyjnej Numer startowy kierowcy Wynik uzyskany w pierwszej części kwalifikacji Wynik uzyskany w drugiej części kwalifikacji Wynik uzyskany w trzeciej części kwalifikacji Pozycja startowa po uwzględnięniu kar, przesunięć, itp. \| | |                    |                      |          |          |          |         |
| Legenda | |                    |                      |          |          |          |         |
| Poz. Nr Q1 Q2 Q3 Poz. s. | Pozycja zajęta w sesji kwalifikacyjnej Numer startowy kierowcy Wynik uzyskany w pierwszej części kwalifikacji Wynik uzyskany w drugiej części kwalifikacji Wynik uzyskany w trzeciej części kwalifikacji Pozycja startowa po uwzględnięniu kar, przesunięć, itp. |                    |                      |          |          |          |         |

### Wyścig
Źródło: Wyprzedź Mnie!
| P                 | + / –     | Nr | Kierowca           | Konstruktor          | Okr. | Czas / Strata         | Komentarz |
| ----------------- | --------- | -- | ------------------ | -------------------- | ---- | --------------------- | --------- |
| 1                 | 1         | 2  | Mark Webber        | Red Bull-Renault     | 52   | 1h25m11,288           |           |
| 2                 | 1         | 5  | Fernando Alonso    | Ferrari              | 52   | +0:03,060             |           |
| 3                 | 1         | 1  | Sebastian Vettel   | Red Bull-Renault     | 52   | +0:04,836             |           |
| 4                 | 1         | 6  | Felipe Massa       | Ferrari              | 52   | +0:09,519             |           |
| 5                 | 1         | 9  | Kimi Räikkönen     | Lotus-Renault        | 52   | +0:10,314             |           |
| 6                 | 3         | 10 | Romain Grosjean    | Lotus-Renault        | 52   | +0:17,101             |           |
| 7                 | 4         | 7  | Michael Schumacher | Mercedes             | 52   | +0:29,153             |           |
| 8                 | Bez zmian | 4  | Lewis Hamilton     | McLaren-Mercedes     | 52   | +0:36,463             |           |
| 9                 | 4         | 19 | Bruno Senna        | Williams-Renault     | 52   | +0:43,347             |           |
| 10                | 6         | 3  | Jenson Button      | McLaren-Mercedes     | 52   | +0:44,444             |           |
| 11                | 6         | 14 | Kamui Kobayashi    | Sauber-Ferrari       | 52   | +0:45,370             |           |
| 12                | 2         | 12 | Nico Hülkenberg    | Force India-Mercedes | 52   | +0:47,856             |           |
| 13                | 1         | 16 | Daniel Ricciardo   | Toro Rosso-Ferrari   | 52   | +0:51,241             |           |
| 14                | 9         | 17 | Jean-Éric Vergne   | Toro Rosso-Ferrari   | 52   | +0:53,313             |           |
| 15                | 4         | 8  | Nico Rosberg       | Mercedes             | 52   | +0:57,394             |           |
| 16                | 9         | 18 | Pastor Maldonado   | Williams-Renault     | 51   | +1 okr.               |           |
| 17                | 2         | 20 | Heikki Kovalainen  | Caterham-Renault     | 51   | +1 okr. (09,333)      |           |
| 18                | 2         | 24 | Timo Glock         | Marussia-Cosworth    | 51   | +1 okr. (24,262)      |           |
| 19                | 5         | 25 | Charles Pic        | Marussia-Cosworth    | 51   | +1 okr. (20,425)      |           |
| 20                | 1         | 22 | Pedro de la Rosa   | HRT-Cosworth         | 50   | +2 okr.               |           |
| 21                | 1         | 23 | Narain Karthikeyan | HRT-Cosworth         | 50   | +2 okr. (12,554)      |           |
| Niesklasyfikowani |           |    |                    |                      |      |                       |           |
|                   |           | 15 | Sergio Pérez       | Sauber-Ferrari       | 11   | kolizja z Maldonado   |           |
|                   |           | 11 | Paul di Resta      | Force India-Mercedes | 2    | uszkodzenia z kolizji |           |
| Nie wystartowali  |           |    |                    |                      |      |                       |           |
|                   |           | 21 | Witalij Pietrow    | Caterham-Renault     | 0    | silnik                |           |
| P                 | + / –     | Nr | Kierowca           | Konstruktor          | Okr. | Czas / Strata         | Komentarz |

### Najszybsze okrążenie
Źródło: Wyprzedź Mnie!
| Nr | Kierowca       | Konstruktor | Czas     | Okr. |
| -- | -------------- | ----------- | -------- | ---- |
| 9  | Kimi Räikkönen | Lotus       | 1:34,661 | 50   |

## Prowadzenie w wyścigu
| Nr                              | Kierowca        | Okrążenia   | Suma |
| ------------------------------- | --------------- | ----------- | ---- |
| 5                               | Fernando Alonso | 1-15, 18-47 | 44   |
| 2                               | Mark Webber     | 47-52       | 5    |
| 4                               | Lewis Hamilton  | 15-18       | 3    |
| \| Wykres \| \| ------ \| \| \| |                 |             |      |
| Wykres                          |                 |             |      |
|                                 |                 |             |      |

## Klasyfikacja po wyścigu

### Kierowcy
| P  | +/− | Kierowca           | Starty | Punkty | P1 | P2 | P3 | PP | NO | NS |
| -- | --- | ------------------ | ------ | ------ | -- | -- | -- | -- | -- | -- |
| 1  | 0   | Fernando Alonso    | 9      | 129    | 2  | 2  | 1  | 1  | –  | –  |
| 2  | 0   | Mark Webber        | 9      | 116    | 2  | –  | –  | 1  | –  | –  |
| 3  | +1  | Sebastian Vettel   | 9      | 100    | 1  | 1  | 1  | 3  | 2  | 1  |
| 4  | −1  | Lewis Hamilton     | 9      | 92     | 1  | –  | 3  | 2  | –  | –  |
| 5  | +1  | Kimi Räikkönen     | 9      | 83     | –  | 2  | 1  | –  | 2  | –  |
| 6  | −1  | Nico Rosberg       | 9      | 75     | 1  | 1  | –  | 1  | 1  | –  |
| 7  | 0   | Romain Grosjean    | 9      | 61     | –  | 1  | 1  | –  | 1  | 4  |
| 8  | 0   | Jenson Button      | 9      | 50     | 1  | 1  | –  | –  | 1  | –  |
| 9  | 0   | Sergio Pérez       | 9      | 39     | –  | 1  | 1  | –  | 1  | 2  |
| 10 | 0   | Pastor Maldonado   | 9      | 29     | 1  | –  | –  | 1  | –  | 2  |
| 11 | 0   | Paul di Resta      | 9      | 27     | –  | –  | –  | –  | –  | 1  |
| 12 | +1  | Michael Schumacher | 9      | 23     | –  | –  | 1  | –  | –  | 5  |
| 13 | +3  | Felipe Massa       | 9      | 23     | –  | –  | –  | –  | –  | 1  |
| 14 | −2  | Kamui Kobayashi    | 9      | 21     | –  | –  | –  | –  | 1  | 3  |
| 15 | 0   | Bruno Senna        | 9      | 18     | –  | –  | –  | –  | –  | 1  |
| 16 | −2  | Nico Hülkenberg    | 9      | 17     | –  | –  | –  | –  | –  | 1  |
| 17 | 0   | Jean-Éric Vergne   | 9      | 4      | –  | –  | –  | –  | –  | 1  |
| 18 | 0   | Daniel Ricciardo   | 9      | 2      | –  | –  | –  | –  | –  | 1  |
| 19 | 0   | Heikki Kovalainen  | 9      | 0      | –  | –  | –  | –  | –  | 1  |
| 20 | 0   | Witalij Pietrow    | 9      | 0      | –  | –  | –  | –  | –  | 3  |
| 21 | 0   | Timo Glock         | 8      | 0      | –  | –  | –  | –  | –  | 1  |
| 22 | 0   | Charles Pic        | 9      | 0      | –  | –  | –  | –  | –  | 3  |
| 23 | 0   | Narain Karthikeyan | 8      | 0      | –  | –  | –  | –  | –  | 2  |
| 24 | 0   | Pedro de la Rosa   | 8      | 0      | –  | –  | –  | –  | –  | 2  |
| P  | +/− | Kierowca           | Starty | Punkty | P1 | P2 | P3 | PP | NO | NS |

### Konstruktorzy
| P  | +/− | Konstruktor          | Starty | Punkty | P1 | P2 | P3 | PP | NO | NS |
| -- | --- | -------------------- | ------ | ------ | -- | -- | -- | -- | -- | -- |
| 1  | 0   | Red Bull-Renault     | 18     | 216    | 3  | 1  | 1  | 4  | 2  | 1  |
| 2  | +2  | Ferrari              | 18     | 152    | 2  | 2  | 1  | 1  | –  | 1  |
| 3  | 0   | Lotus-Renault        | 18     | 144    | –  | 3  | 2  | –  | 3  | 4  |
| 4  | −2  | McLaren-Mercedes     | 18     | 142    | 2  | 1  | 3  | 2  | 1  | –  |
| 5  | 0   | Mercedes             | 18     | 98     | 1  | 1  | 1  | 1  | 1  | 5  |
| 6  | 0   | Sauber-Ferrari       | 18     | 60     | –  | 1  | 1  | –  | 2  | 4  |
| 7  | 0   | Williams-Renault     | 18     | 47     | 1  | –  | –  | 1  | –  | 3  |
| 8  | 0   | Force India-Mercedes | 18     | 44     | –  | –  | –  | –  | –  | 2  |
| 9  | 0   | Toro Rosso-Ferrari   | 18     | 6      | –  | –  | –  | –  | –  | 2  |
| 10 | 0   | Caterham-Renault     | 18     | 0      | –  | –  | –  | –  | –  | 4  |
| 11 | 0   | Marussia-Cosworth    | 17     | 0      | –  | –  | –  | –  | –  | 4  |
| 12 | 0   | HRT-Cosworth         | 16     | 0      | –  | –  | –  | –  | –  | 4  |
| P  | +/− | Konstruktor          | Starty | Punkty | P1 | P2 | P3 | PP | NO | NS |